# Hayastani Ankaxowt'yan Gavat' 2015-2016
La Hayastani Ankaxowt'yan Gavat' 2015-2016 (in italiano Coppa dell'Indipendenza) è stata la 25ª edizione della coppa nazionale armena. Il torneo è iniziato il 21 ottobre 2015 ed è terminato il 4 maggio 2016. 
Ad aggiudicarsi il trofeo è stato il Banants, che ha vinto il torneo per la terza volta.
Il torneo è stato disputato con la formula ad eliminazione diretta con partite di andata e ritorno. Hanno partecipano alla competizione le otto squadre della Bardsragujn chumb 2015-2016.

## Quarti di finale
| Squadra 1                     | Totale | Squadra 2 | Andata | Ritorno |
| ----------------------------- | ------ | --------- | ------ | ------- |
| 21 ottobre / 4 novembre 2015  |        |           |        |         |
| Mika Erevan                   | 2 - 1  | Širak     | 1 – 1  | 1 – 0   |
| P'yownik                      | 1 – 3  | Ganjasar  | 1 – 3  | 0 – 0   |
| 28 ottobre / 25 novembre 2015 |        |           |        |         |
| Ulisses                       | 2 – 4  | Banants   | 0 – 3  | 2 – 1   |
| Alaškert                      | 5 – 0  | Ararat    | 1 – 0  | 4 – 0   |

## Semifinali
| Squadra 1                 | Totale          | Squadra 2 | Andata | Ritorno     |
| ------------------------- | --------------- | --------- | ------ | ----------- |
| 15 marzo / 12 aprile 2016 |                 |           |        |             |
| Banants                   | 2 – 2 (gfc)     | Alaškert  | 0 – 1  | 2 – 1       |
| 16 marzo / 13 aprile 2016 |                 |           |        |             |
| Mika Erevan               | 1 – 1 (6-5 dtr) | Ganjasar  | 0 – 1  | 1 – 0 (dts) |

## Finale
| Arbitro: | Suren Baliyan |

|                              |           |  |
| Laércio 3’ (rig.) Buraev 38’ | Marcatori |  |